# آنا گریگوریان (بازیگر)
آنا هراچیایی گریگوریان (ارمنی: Աննա Հրաչյայի Գրիգորյան؛ انگلیسی: Anna Grigoryan؛ ۲۷ اکتبر ۱۹۹۱) یک بازیگر, مدل و مجری تلویزیونی اهل ارمنستان است. وی از سال ۲۰۱۰ میلادی تا کنون فعالیت می‌کند.

## زندگی‌نامه
وی در ۲۷ اکتبر ۱۹۹۱ در رالته به دنیا آمد و از مدرسه شماره ۱۲۵ سمبات بیورات ایروان فارغ‌التحصیل شد. وی در آتی‌وی، آرمنیا تی‌وی شانت تی‌وی فعالیت می‌کند

## گزیده فیلمشناسی
از فیلم‌ها یا برنامه‌های تلویزیونی که وی در آن نقش داشته است می‌توان به دومینو (۲۰۱۵)، مدرسه طلایی (۲۰۱۸–۲۰۱۷)،  اشاره کرد.